# Autophila hirsuta
Autophila hirsuta är en fjärilsart som beskrevs av Otto Staudinger 1870. Autophila hirsuta ingår i släktet Autophila och familjen nattflyn. Inga underarter finns listade i Catalogue of Life.